# Klemen Lavrič
Klemen Lavrič, slovenski nogometaš, * 12. junij 1981, Trbovlje.
Lavrič je nogomet začel igrati v domačem Rudarju iz Trbovelj, še kot mladenič pa je prestopil v  velenjskega Rudarja. Prvi klub izven Slovenije, za katerega je zaigral je bil Hajduk Split. Na Hrvaškem je zaigral še pri Interju Zaprešić, potem pa je sledila selitev v Nemčijo, k drugoligašu Dynamo Dresden. 
V sezoni 2004/2005 je bil izglasovan za drugega najboljšega igralca 2. nemške lige, zaostal je le za  Lukasom Podolskim. Na tekmi proti Rot-Weiß Essnu je v 65. minuti s »škarjicami« po izboru nemških gledalcev dosegel »Gol leta 2004« v Nemčiji. V sezoni 2005/2006 je zaigral za MSV Duisburg, za katerega je v 22 tekmah dosegel 6 zadetkov. 
V sezoni (2006/2007) je za moštvo Duisburga v 2. nemški Bundesligi dosegel 12 golov in je bil 2. najboljši strelec moštva ter 6. strelec v 2. ligi. Z moštvom Duisburga se je tudi uspel uvrstiti v elitno nemško Bundesligo, kjer pa je dobil malo priložnosti za igro, s čimer je sčasoma izgubil mesto v slovenski reprezentanci. Trenutno je prost igralec.
Za slovensko reprezentanco je odigral 25 tekem in dosegel šest zadetkov.